# 胡質
胡 質（こ しつ、? - 嘉平2年（250年））は、中国三国時代の武将、政治家。魏に仕えた。字は文徳。揚州楚国寿春県の人。父は胡敏。子は胡威・胡羆。孫は胡奕。

## 生涯
年少にして蔣済・朱績と並び、揚州の名士として名を馳せていた。曹操から「胡通達（胡敏）は長者だったが子孫はいるだろうか？」と尋ねられた蔣済は、「質という子がいます。品行と智謀では父に及びませんが、精良に事を処理する点では父以上です」と答えた。曹操は胡質・劉曄ら州の名士5人を招聘し、度々活発な議論を交わしたが、劉曄は「深遠な言葉を得たいなら、無闇に複数人を座談させるべきではない」と訴えた。胡質は頓丘県令に、他の3人も県令に任じられたが、劉曄だけは腹心の任を授けられた。
県民の郭政が殺人を犯すと、郡吏の馮諒が疑いをかけられ、拷問に耐えきれずその罪を自白した。胡質は彼らの態度から真実を見抜き、郭政の罪を明らかにした。
中央に招聘され丞相東曹議令史となったが、州の要請により赴任せず、治中として留まった。当時、護軍の武周と仲違いしていた張遼は、胡質の評判を聞き、部下に貰い受けたいと刺史の温恢に申し出た。胡質が病気を理由にそれを断ると、張遼はその真意を尋ねるため、胡質の元を訪れた。胡質が「武周は正しい人物です。将軍は昔、彼のことを尊敬し、口を極めて称賛しておられましたが、今は些細な恨みで仲違いされております。ましてや私のような拙い者では、将軍と上手く付き合えないと思うのです」と述べると、張遼はその言に感心し、武周と和解した。
再び曹操に召され、丞相属となった。黄初年間には吏部郎を経て、常山太守・東莞太守を歴任した。
太和2年（228年）、賈逵の指揮下で石亭の戦いに従軍。曹休が呉の周魴の偽降に欺かれたため魏軍は敗北を喫したが、賈逵の軍勢は曹休を救出することには成功した。太守として郡に在任すること9年、官民の生活は安らぎ、将兵は命に違うことはなかった。
青龍4年（236年）、荊州刺史・振威将軍・関内侯となる。自身の元を訪れていた子の胡威が帰路につく時、胡質配下の帳下都督は休暇を取り、身分を伏せたまま、その道すがらで胡威の世話をした。都督の身分を知った胡威は礼として、胡質から貰った絹を与えた。しかしこれを知った胡質は都督に対して怒り、杖罰を加えた上で罷免した。父子は共に清廉さを称えられ、名声を高めた。
景初元年（237年）7月、兵2万を率い江夏郡を包囲した呉の朱然を撃ち破った。正始2年（241年）5月、朱然が樊城を包囲すると、周囲の反対を退け軽装の軍を率いて外援のため急行し、城内を安定させた（芍陂の役）。正始3年（242年）、朱然の柤中侵攻を迎撃。蒲忠を先鋒とし、それを後方で支援したが、蒲忠が撃ち破られたため撤退を強いられた。
正始6年（245年）、征東将軍・仮節・都督青徐州諸軍事に昇進。農業と防備の充実に力を注いだ。性質は沈着・篤実ながら他人の生き方には干渉しなかったので、各任地で慕われた。
嘉平2年（250年）に死去。軍功による賞賜はいつも人々に分け与えていたため、家には余財がなく、楊陵亭侯の爵位と領地100戸を追贈された。貞侯と諡され、子の胡威が跡を継いだ。嘉平6年（254年）、同じく故人となっていた徐邈・田豫らと共に清廉さを顕彰され、家に銭と穀物が賜与された。
西晋の時代、司馬炎（武帝）から「卿と父はどちらが清廉か？」と尋ねられた胡威は「父はその清廉さを人に知られることを恐れ、私はその清廉さを人に知られないことを恐れています。私は遠く父に及びません」と答え、父を称えた。胡威もまたその答を司馬炎に称えられた。胡威は西晋の前将軍・監青州諸軍事・青州刺史にまで昇った。

### 三国志演義
小説『三国志演義』では、石亭の戦いで曹休を援護するときの出陣場面のみが描かれている。